# Molí de Xim
El molí de Xim és molí del segle XIX-principi del segle XX actualment reconvertit en restaurant dins del nucli urbà de la població de Miravet (Ribera d'Ebre), al bell mig del terme, formant cantonada entre el carrer de la Verge de Gràcia i el carrer Major. Edifici cantoner de planta rectangular, amb pati o terrassa a la part posterior. Presenta la coberta de teula de dues vessants i està distribuït en una sola planta i golfes. La façana orientada al carrer Verge de Gràcia presenta un gran portal d'arc rebaixat adovellat, amb els brancals bastits amb carreus de pedra ben desbastats. A banda i banda hi ha dos antics portals actualment tapiats, bastits en maons. La façana del carrer Major, en canvi, presenta dues finestres d'arc rebaixat, també bastides en maons. A l'extrem de migdia del parament es localitza l'actual porta d'accés a l'interior, de nova obertura. L'interior ha estat completament reformat i adequat al seu nou ús com a restaurant. La construcció està bastida en pedra desbastada i sense treballar de diverses mides, disposada en filades més o menys regulars, exceptuant les golfes, bastides en terra.